# Leonia jolyi
Leonia jolyi ist eine auf dem Land lebende Schnecken-Art aus der Familie der Landdeckelschnecken (Pomatiidae) in der Ordnung der Sorbeoconcha. Die Art ist nach ihrem Finder Alexandre Joly, damals Professor in Constantine (Algerien) benannt.

## Merkmale
Die festschaligen Gehäuse zeigen einen deutlichen Sexualdimorphismus. Die Gehäuse der Weibchen sind im Durchschnitt deutlich größer; sie messen 22,5 bis 27,3 mm in der Höhe und 12,4 bis 14,3 mm in der Breite. Die Gehäuse der Männchen messen 18,4 bis 21,4 mm in der Höhe und 10,5 bis 12 mm in der Breite. Sie sind schlank-konisch mit 6 bis 6,5 gut gewölbten Windungen. Die Naht ist deutlich, aber nicht sehr tief. Die letzte Windung nimmt ungefähr die Hälfte der Gesamthöhe ein. Der Protokonch ist glatt und weißlich-gelblich. Unter der Naht verläuft eine deutlich markierte Linie, die dunkelviolett gefärbt ist. Das Gehäuse ist ansonsten weißlich bis rosafarben, mit flammenartigen Strukturen, die etwas intensiver gefärbt sind. Auf der ersten postembryonalen Windungen können unter der Naht violette Flecke vorhanden sein, in Fortsetzung der infrasuturalen Linie. Die Ornamentierung besteht aus wenig hervortretenden Radial- und Spiralrippen, die ein retikulates Muster erzeugen. Die Spiralrippen sind durch die Radialrippen unterbrochen. Die Mündung ist eiförmig mit einem winkligen oberen Ende. Sie nimmt mehr als ein Drittel der Gesamtgehäusehöhe ein. Das Innere der Mündung ist orangefarben. Der Mundsaum ist nicht unterbrochen, weißlich und stark verdickt. Er ist zurückgebogen und im Spindelbereich auf die letzte Windung aufgelegt. Der Nabel ist eng und völlig bedeckt. Das Operculum ist verkalkt und sitzt etwa in der Mitte des Fußes. Es wird ein Stück in die Mündung gezogen, wenn sich das Tier in das Gehäuse zurückzieht. Die Vorderseite ist konvex gewölbt mit einem exzentrischen Nucleus. Der Nucleus ist teilweise überdeckt. Die äußere Schicht weist viele Falten auf, die senkrecht zum Rand verlaufen.
Beim Männchen sitzen die Geschlechtsdrüsen in den obersten Windungen umgeben von der Verdauungsdrüse. Die Geschlechtsdrüse besteht aus zahlreichen röhrenartigen Strukturen, die schließlich in den Samenleiter zusammen laufen. Der Samenleiter ist vergleichsweise dick, sehr lang und sehr stark gewunden, bevor er in die Prostata mündet. Diese Drüse ist spindelförmig gebogen. Der ausführende Leiter ist dünn und sehr kurz. Der U-förmig gebogene Penis besteht aus zwei Abschnitten, der annähernd gleichmäßig dicke proximale Teil bis zur Biegung und der distale Teil. Der erste Abschnitt von der Biegung ab nimmt zuerst in der Dicke etwas ab, um dann stark anzuschwellen. Die Spitze ist sehr kurz. Insgesamt ist der distale Teil nur wenig länger als der proximale Teil.
Die weiblichen Geschlechtsdrüsen befinden sich ebenfalls in den obersten Windungen. Sie bestehen aus einer einfachen, weißlichen, röhrenförmigen Struktur, die in die Verdauungsdrüse eingebettet ist. Der Eileiter ist lang, sehr dünn und wenig gewunden. Er mündet in die Spermathek, die vergleichsweise groß und kugelig ist. Die Spermathek sitzt quasi der sehr viel größeren Albumindrüse auf, an die sich zur Mantelhöhle hin, die Kapseldrüse anschließt.
Die Radula besteht aus sieben Elementen („Zähnen“) pro Querreihe, ein Zentralzahn, zwei Lateralzähne (Seitenzahn) und einen Marginalzahn (Randzahn). Der Zentralzahn ist groß und dreieckig. Er hat 5 bis 7 Dentikel. Der erste Lateralzahn ist ebenfalls dreieckig und hat 5 bis 6 Dentikel. Der zweite Lateralzahn ist rechteckig mit 4 bis 5 Dentikeln. Der Randzahn ist recht groß (breit) und mehr oder weniger rechteckig. Er besitzt zwei Gruppen von Dentikeln: eine äußere und eine innere Gruppe. Die äußere Gruppe hat 9 bis 13 Dentikel, die innere Gruppe 5 Dentikel.
Der Körper ist einheitlich weißlich. Der Fuß ist durch eine Längsfurche in zwei Zonen geteilt.

## Ähnliche Arten
Leonia jolyi ähnelt stark Leonia mammillaris, deren Gehäuse jedoch deutlich kleiner und etwas weniger schlank ist. Bei Leonia mammillaris ist der distale Teil des Penis mehr als doppelt so lang wie der proximale Teil. Bei Leonia jolyi nimmt im distalen Teil die Dicke zunächst ab um dann kugelig anzuschwellen. Die Spitze ist sehr kurz. Bei Leonia mammillaris ist die Spitze sehr lang. Im weiblichen Genitaltrakt ist die Spermathek bei Leonia mammillaris deutlich kleiner im Vergleich zur kugeligen und deutlich größeren Spermathek von Leonia jolyi. Auch im Bau der Radula sind zwischen den beiden Arten Unterschiede zu beobachten. Während die Unterschiede im Einzelfall nicht ausreichen, die Art sicher zu identifizieren, differieren die Durchschnittswerte der Dentikel der einzelnen Zähne z. T. doch signifikant.

## Geographische Verbreitung
Die Art ist bisher nur aus einem kleinen Gebiet in den Beni-Snassen-Bergen in Nordostmarokko (Rif-Gebirge) bekannt.

## Taxonomie
Das Taxon wurde von Paul Pallary 1908 erstmals beschrieben. Die Exemplare hatte Prof. M. A. Joly in den Beni Snassen-Bergen (Rif-Gebirge) gesammelt. Er beschrieb später die Varietät boiteli aus Bou Rdim zwischen El Aïoun und Taforalt (Präfektur Oujda-Angad, Marokko). Francis Llabador beschrieb noch die Varietäten major, minor, minor fusca, carinara und fasciata aus der Nähe von Berkane, ebenfalls in der Präfektur Oujda-Angad (Marokko).

## Belege